# Gernot Minke
Gernot Minke (* 8. April 1937 in Rostock) ist Architekt, Fachbuchautor, Maler, Grafiker und emeritierter Hochschullehrer. 

## Architekt, Forscher und Hochschullehrer

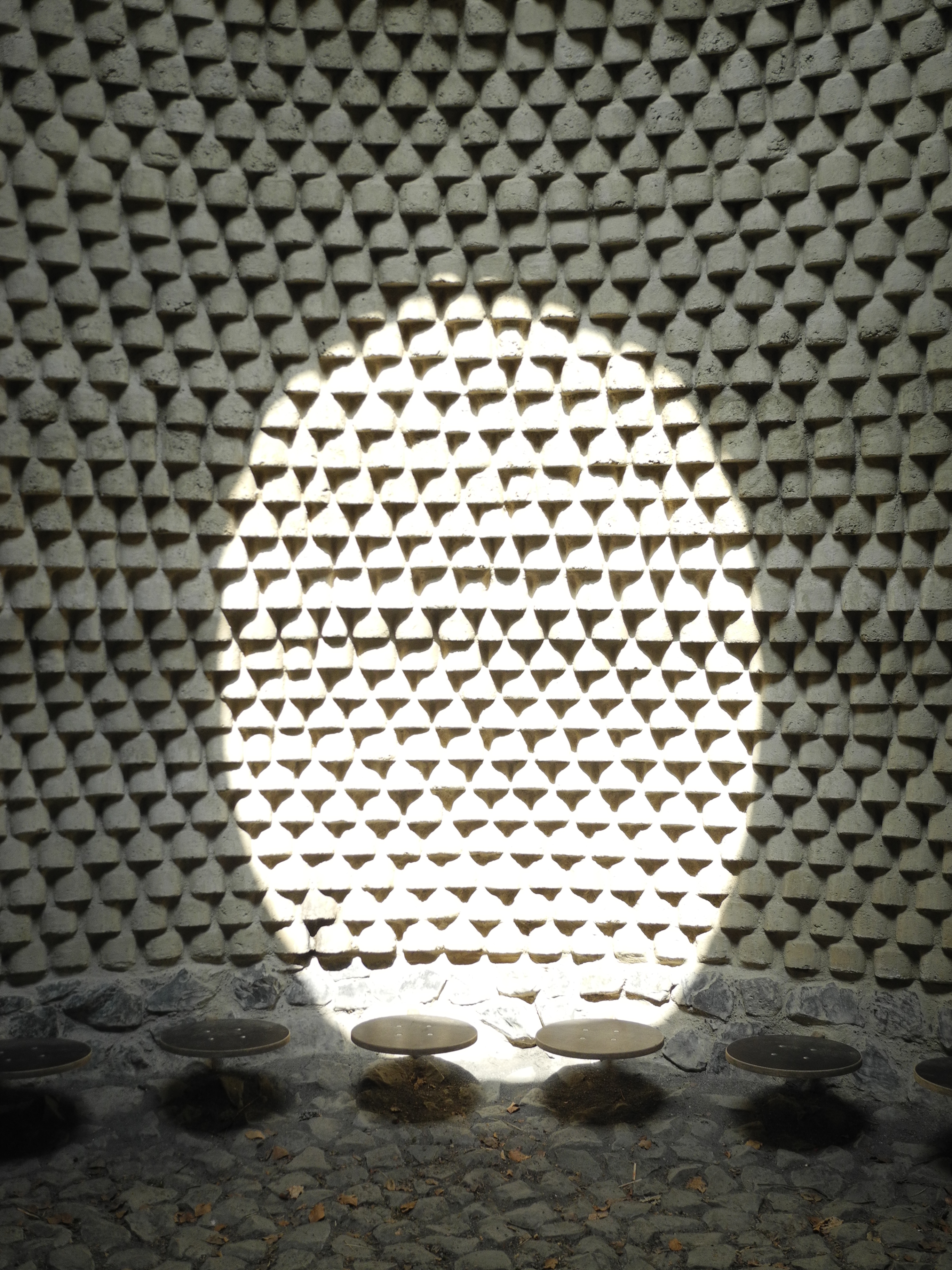
Grabmal in der Künstlernekropole in Kassel, entstanden 2021

Minke studierte von 1957 bis 1964 Architektur an der Technischen Hochschule Hannover und an der Technischen Universität Berlin. Von 1964 bis 1968 war er wissenschaftlicher Mitarbeiter von Frei Otto am Institut für leichte Flächentragwerke der Universität Stuttgart. 1970 promovierte er an der Universität Stuttgart zum Dr.-Ing. mit einer Arbeit über die Effizienz von Tragwerken.
Von 1974 bis zu seiner Emeritierung im Jahr 2011 war er Professor an der heutigen Universität Kassel, wo er das Forschungslabor für Experimentelles Bauen begründete und über 40 Forschungs- und Entwicklungsprojekte in den Bereichen Bauen mit Lehm, Bauen mit Strohballen, Dachbegrünung und Low-cost-housing leitete. Seit 1979 war er parallel dazu freiberuflich als Architekt für Ökologisches Bauen tätig. Bekannt geworden ist er als Pionier im Bereich der Dachbegrünung, des Last tragenden Strohballenbaus und der Gewölbekontruktionen aus Lehmsteinen und aus Strohballen. Bislang hat er weltweit 50 unterschiedliche Lehmgewölbe errichtet.

## Künstler und Maler
Für die documenta 14 in Kassel schuf er neben der Kunsthochschule das Objekt Erde-Raum-Klang, ein mit Klangkunst bespielter Lehmkuppel-Raum, in dem sechs Meditationsbilder von Minke hingen.
Der Maler und Grafiker Minke zitiert abstrakte Landschaften in surrealen Welten. Er stellte u. a. in Berlin, Düsseldorf, Hannover, Kassel, Wiesbaden und Buenos Aires aus.
Gernot Minke lebt in Kassel.

## Fachbuchautor
Minke veröffentlichte über 300 Artikel in Fachzeitschriften im In- und Ausland und zahlreiche Fachbücher. Sein Handbuch Lehmbau gilt international als Standardwerk des Lehmbaus und ist in 11 Sprachen erschienen, das Handbuch Strohballenbau (Co-Autoren Friedemann Mahlke bzw. Benjamin Krick) in 6 Sprachen.

## Veröffentlichungen
- Building with bamboo: design and technology of a sustainable architecture, Third and revised edition, Basel: Birkhäuser 2023, ISBN  978-3-0356-2570-7